# Miami Vice
Miami Vice je americký televizní seriál z kriminálního prostředí, jehož autorem je Anthony Yerkovich. Hlavní role v seriálu, který stanice NBC vysílala v letech 1985 až 1989, představovali Don Johnson (detektiv Sonny Crockett) a Philip Michael Thomas (detektiv Ricardo Tubbs). V dalších rolích se zde představovali například John Diehl, Michael Talbott a Saundra Santiago; v menších epizodních rolích pak hráli známá osobnosti, jako například Miles Davis, Leonard Cohen či Frank Zappa. Autorem znělky k seriálu byl Jan Hammer. Producentem seriálu byl Michael Mann, který v roce 2006 natočil také filmovou adaptaci seriálu.